# Acht (Eifel)
Acht ist eine Ortsgemeinde im Landkreis Mayen-Koblenz in Rheinland-Pfalz. Sie gehört der Verbandsgemeinde Vordereifel an, die ihren Verwaltungssitz in Mayen hat.

## Geographische Lage
Der Ort liegt in der Eifel im Tal des Achterbachs und ist Teil des Landschaftsschutzgebiets „Rhein-Ahr-Eifel“.

## Geschichte
Die schriftlich bezeugte Geschichte reicht bis in das Jahr 1110 zurück.
Am 10. Juni 2003 zog über den Ort ein Tornado der Stärke F3, bei dem zwei Menschen verletzt wurden. Dabei wurden mehrere Gebäude so schwer beschädigt, dass sie abgerissen werden mussten.

## Religion
88 % der Einwohner sind katholisch, 4 % evangelisch. Die Katholiken gehören zur Pfarrei St. Quirinus mit Sitz in der Nachbargemeinde Langenfeld (Eifel), Bistum Trier. Die wenigen Protestanten sind der Evangelischen Kirchengemeinde Adenau und ihrer Erlöserkirche zugeordnet.

## Politik

### Gemeinderat
Der Gemeinderat in Acht besteht aus sechs Ratsmitgliedern, die bei der Kommunalwahl am 9. Juni 2024 in einer Mehrheitswahl gewählt wurden, und dem ehrenamtlichen Ortsbürgermeister als Vorsitzendem.

### Bürgermeister
Helmut Thelen wurde am 25. Juli 2019 Ortsbürgermeister von Acht. Bei der Direktwahl am 26. Mai 2019 war er mit einem Stimmenanteil von 70,49 % für fünf Jahre gewählt worden. Bei der Direktwahl am 9. Juni 2024 setzte sich Thelen als einziger Kandidat mit 80,0 % erneut durch. Vorgänger von Thelen waren Werner Hilger und Nanny Vellguth.

### Wappen
| Wappen von Acht | Blasonierung: „Unter goldenem Schildhaupt, darin ein blauer Wellenbalken, in Rot zwei goldene Hirschstangen, ein goldenes Kreuz einschließend.“  |
| Wappen von Acht | Wappenbegründung: Die Hirschstangen spielen auf St. Hubertus, den Patron der örtlichen Kapelle, an. Die Ortsgemeinde führt das Wappen seit 1996. |

## Sehenswürdigkeiten

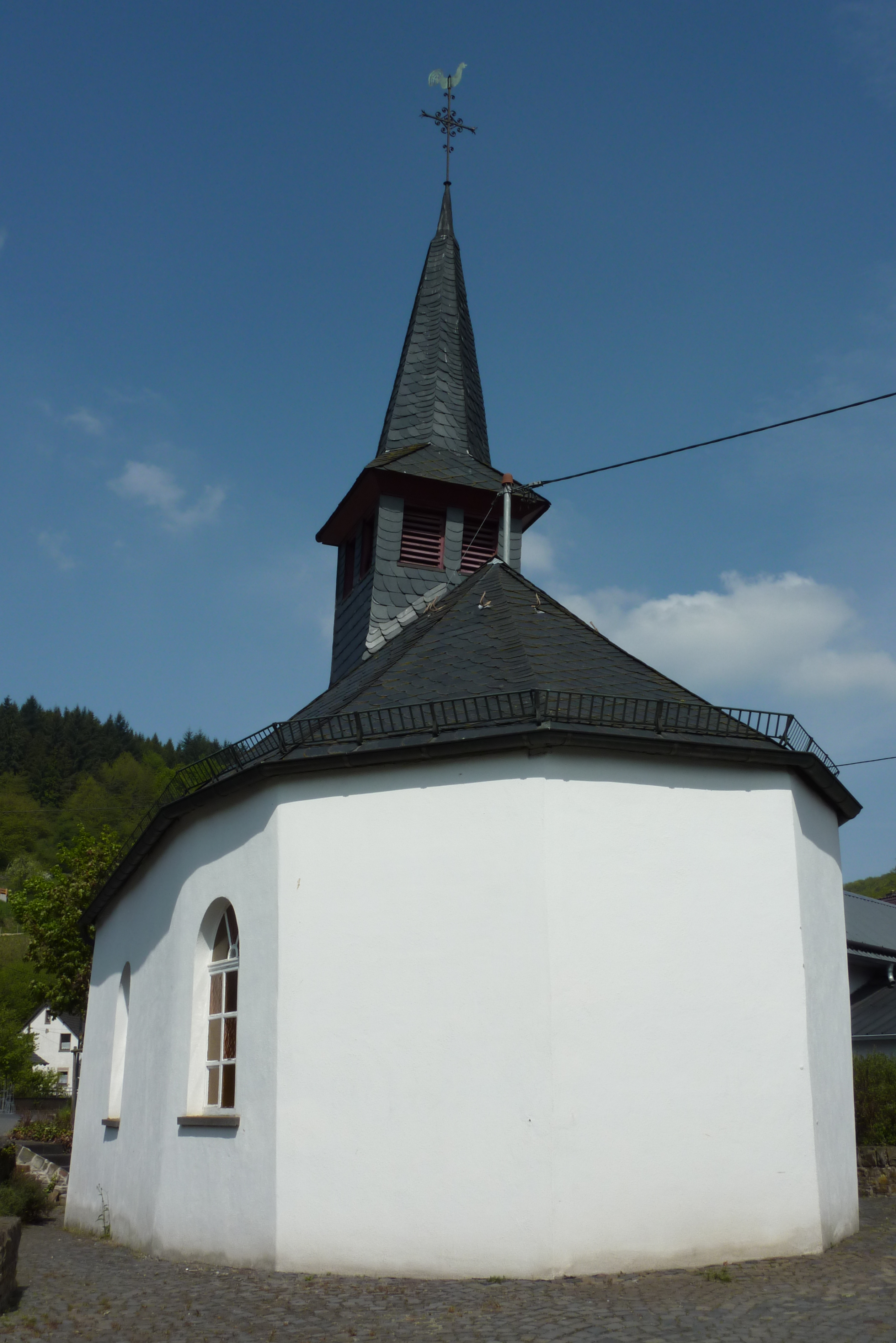
St.-Hubertus-Kapelle

Im Zentrum des Ortes befindet sich die St.-Hubertus-Kapelle, ein Saalbau aus dem Jahr 1826.